# Federica Mogherini
Federica Mogherini (Roma, 16 giugno 1973) è una politica italiana, ex Alto rappresentante dell'Unione per gli affari esteri e la politica di sicurezza e vicepresidente della Commissione europea nella Commissione Juncker dal 1º novembre 2014 al 30 novembre 2019.
È stata ministra degli affari esteri e della cooperazione internazionale dal 22 febbraio al 31 ottobre 2014 nel governo Renzi e deputata per due legislature: la XVI e la XVII, ricoprendo vari incarichi parlamentari.
Attualmente ricopre il ruolo di rettrice del Collegio d'Europa.

## Biografia
Figlia di Ida Fossa e del regista e scenografo Flavio Mogherini (1922-1994), nasce a Roma il 16 giugno 1973. Frequenta a Roma il liceo classico Lucrezio Caro, nel quale sarà anche rappresentante d'istituto. Studia all'Università degli Studi di Roma "La Sapienza", dove si laurea in scienze politiche con il massimo dei voti, discutendo una tesi di filosofia politica sul rapporto tra religione e politica nell'Islam, redatta durante l'Erasmus ad Aix-en-Provence, in Francia, nell'Istituto di studi politici di Aix-en-Provence / Sciences Po Aix.
È stata sposata con Matteo Rebesani, dal quale si è separata nel 2017. Ha due figlie: Caterina nata nel 2005 e Marta nata nel 2010. È stata assistente di Walter Veltroni, ai tempi in cui quest'ultimo era sindaco di Roma.

## Carriera politica

### Gli inizi e prime esperienze politiche
Negli anni precedenti all'entrata in politica è stata membro del Board dello European Youth Forum (Forum europeo della gioventù), Vicepresidente dello European Community Organisation of Socialist Youth (Organizzazione della gioventù socialista della comunità europea, Ecosy), membro della Segreteria del Forum della Gioventù della FAO. Negli anni '90 ha seguito, da volontaria ARCI, le campagne nazionali ed europee contro il razzismo e la xenofobia ("Nero e non solo!" e "All different, all equal" del Consiglio d'Europa).
Iscritta nel 1988 alla Federazione Giovanile Comunista Italiana, organizzazione giovanile del Partito Comunista Italiano, nel 1996 si iscrive alla Sinistra giovanile, per il quale è Responsabile nazionale Università, e poi Esteri. Nel 2001 entra nel Consiglio Nazionale dei Democratici di Sinistra, successivamente nella Direzione Nazionale e nel Comitato Politico. Nel 2003 ha cominciato a lavorare al Dipartimento Esteri dei DS, prima come Responsabile del rapporto con i movimenti e partiti internazionali, poi come Coordinatrice del Dipartimento, da ultimo come Responsabile nazionale Esteri e Relazioni Internazionali nella segreteria del Segretario nazionale Piero Fassino. Ha seguito, in particolare, i dossier relativi all'Iraq, all'Afghanistan e il processo di pace in Medio Oriente.
Ha tenuto le relazioni con il Partito Socialista Europeo, l'Internazionale Socialista e con i partiti che ne fanno parte. Ha curato, in particolare, i rapporti con il Partito Democratico americano.
Il 4 novembre 2007 il Segretario nazionale del Partito Democratico, Walter Veltroni, la nomina Responsabile nazionale Riforme e Istituzioni nella Segreteria.

### Deputata alla Camera

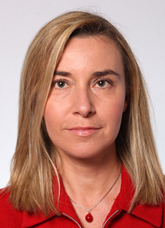
Mogherini eletta alla Camera dei deputati nel 2013

Alle elezioni politiche del 2008 viene eletta deputata alla Camera nella lista del PD, nella circoscrizione Veneto 1. Nella XVI legislatura è Segretaria della IV Commissione Difesa, membro della Delegazione parlamentare presso l'Assemblea parlamentare del Consiglio d'Europa e membro della Delegazione parlamentare presso l'Assemblea parlamentare dell'Unione dell'Europa Occidentale.
Dal 24 febbraio 2009 il nuovo Segretario del Partito Democratico Dario Franceschini la nomina Responsabile nazionale Affari Comunitari e Internazionali nella sua nuova Segreteria. È una dei protagonisti della corrente, interna al PD, Area Democratica di Dario Franceschini.
A novembre 2010 si scagliò sul suo blog contro il deputato PdL Edmondo Cirielli, allora protagonista di una guerra con il Ministro per le pari opportunità Mara Carfagna, per via dell’affollamento degli incarichi di parlamentare a Montecitorio, presidente della Commissione Difesa e presidente della Provincia di Salerno Edmondo Cirielli.
Alle elezioni politiche del 2013 viene rieletta alla Camera nella circoscrizione Emilia Romagna (18ª in lista) per il PD, senza passare per le Primarie per la scelta dei parlamentari, venendo inserita nel listino bloccato approvato dalla Segreteria di Pier Luigi Bersani. Nella XVI legislatura è componente della IV Commissione (Difesa), in sostituzione del Viceministro agli affari esteri Lapo Pistelli, membro della III Commissione (Affari esteri e comunitari) e membro della Delegazione parlamentare presso l'Assemblea parlamentare della NATO.
Il 1º agosto 2014 è eletta Presidente della Delegazione parlamentare presso l'Assemblea parlamentare della NATO, prima donna nella storia a ricoprire questo incarico. La nomina di Federica Mogherini, insieme con quella di Sandro Gozi (PD) a Presidente della delegazione presso il Consiglio d'Europa e di Renato Balduzzi (SC) a Presidente della Commissioni sulle questioni regionali, è avvenuta senza il voto del PdL, il quale per bocca del capogruppo al Senato, Renato Schifani, ha minacciato la caduta del Governo Letta se i Presidenti eletti senza il consenso di tutta la maggioranza non si fossero dimessi.
Dall'inizio della XVII Legislatura ha totalizzato il 98,20% delle presenze in Parlamento.
È stata vicepresidente della Fondazione Italia USA, partecipando per conto della Fondazione alle riunioni presso il quartier generale della NATO a Bruxelles.
Il 9 dicembre 2013 diviene componente della Segreteria Nazionale del Partito Democratico, capeggiata dal nuovo segretario nazionale Matteo Renzi, con il ruolo di responsabile per l'Europa.

### Ministro degli affari esteri e della cooperazione internazionale

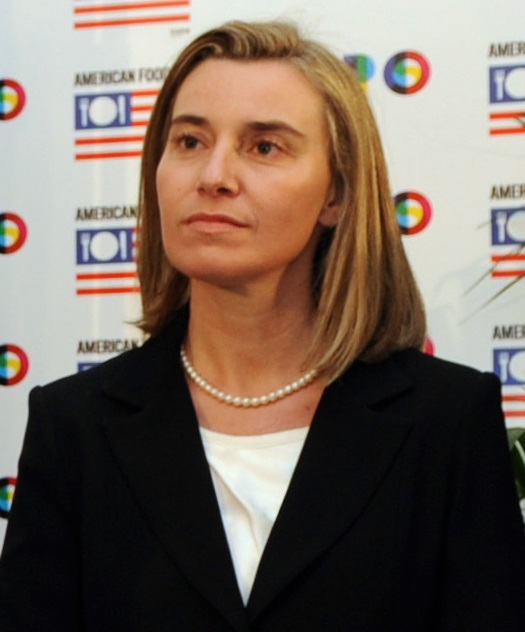
Federica Mogherini nel 2014

Il 21 febbraio 2014 Matteo Renzi, Presidente del Consiglio incaricato, annuncia la sua nomina a Ministro degli affari esteri e della cooperazione internazionale nell'ambito del suo esecutivo. È la terza donna, dopo la repubblicana Susanna Agnelli e la storica radicale Emma Bonino, a ricoprire la carica ed è in assoluto la più giovane a ricoprire questo incarico. Il giorno successivo presta giuramento al Palazzo del Quirinale e assume ufficialmente la carica. Il primo atto ufficiale come ministro degli esteri è stato quello di incontrare, assieme al ministro della difesa, le mogli dei due sottufficiali di Marina Massimiliano Latorre e Salvatore Girone.
Venuta alla ribalta della stampa europea per esternazioni di apertura e distensione nei confronti di Mosca nelle prime battute della crisi politica tra Russia e Ucraina, in un secondo tempo il ministro degli Esteri italiana in visita a Sarajevo ha affermato che avrebbe appoggiato qualsiasi iniziativa volta a estendere le sanzioni contro la Russia. Solo in questa occasione il ministro ha auspicato un pacchetto di sanzioni che andassero a colpire economicamente i cittadini e le aziende russe in netta opposizione con le affermazioni pro South Stream che l'avevano resa invisa ai media del gruppo dei nuovi paesi membri dell'Unione europea.
Durante la crisi politica e militare tra le forze Israeliane e i militanti palestinesi di Hamas, si è battuta in prima linea, recandosi spesso in visita al Cairo, affinché fosse raggiunto il prima possibile un accordo che ponesse fine ai bombardamenti nella Striscia di Gaza. Nell'agosto dello stesso anno assieme alla collega Pinotti, ha presentato davanti alla Commissioni esteri e difesa di Camere e Senato, la richiesta di inviare armi a sostegno della popolazione dei curdi alle prese con l'avanzata dei jihadisti dell'ISIS, escludendo però qualsiasi tipo di intervento da parte delle forze armate Italiane. Successivamente il Consiglio degli affari esteri dell'Unione europea ha dato il via libera all'Italia e tutti gli stati che hanno deciso di sostenere il popolo dei curdi iracheni nella resistenza contro le milizie dell'Isis tramite il rifornimento di armi.
Durante la conferenza internazionale contro l'ISIS svoltasi a Parigi nel settembre del 2014 il ministro ha ribadito che l'Italia svolgerà un suo ruolo nella lotta contro il terrorismo confermando la volontà del governo italiano di mandare aerei carichi di armi e di aiuti umanitari destinati alle popolazioni sotto assedio.
Per combattere l'emergenza sanitaria causata dal virus Ebola che ha colpito alcuni Paesi dell'Africa Occidentale, il ministro ha deciso di stanziare la somma di un milione e mezzo di euro e di mandare nelle zone dell'emergenza delle squadre di medici italiani.

### Alta rappresentante dell'Unione per gli affari esteri e la politica di sicurezza

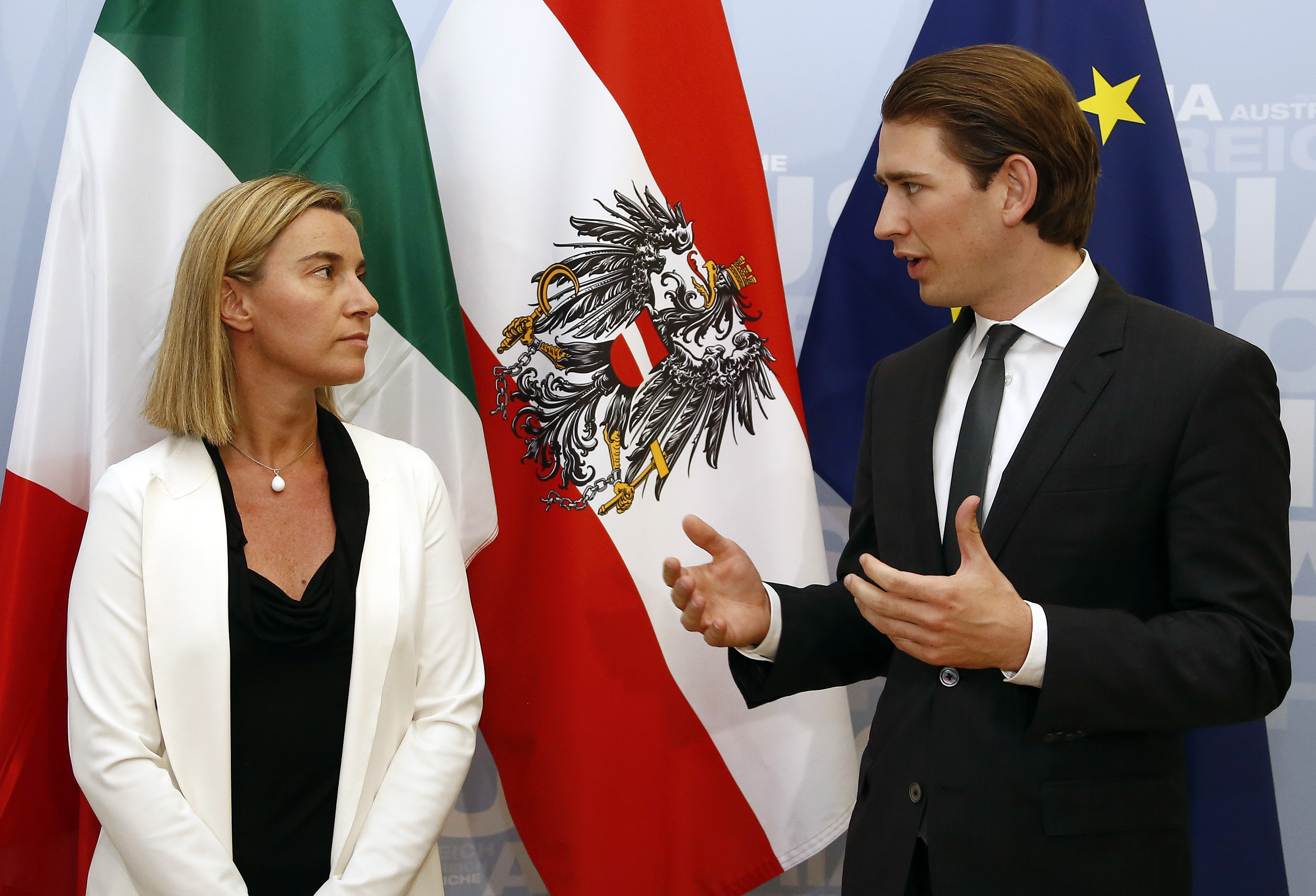
Federica Mogherini con Sebastian Kurz.

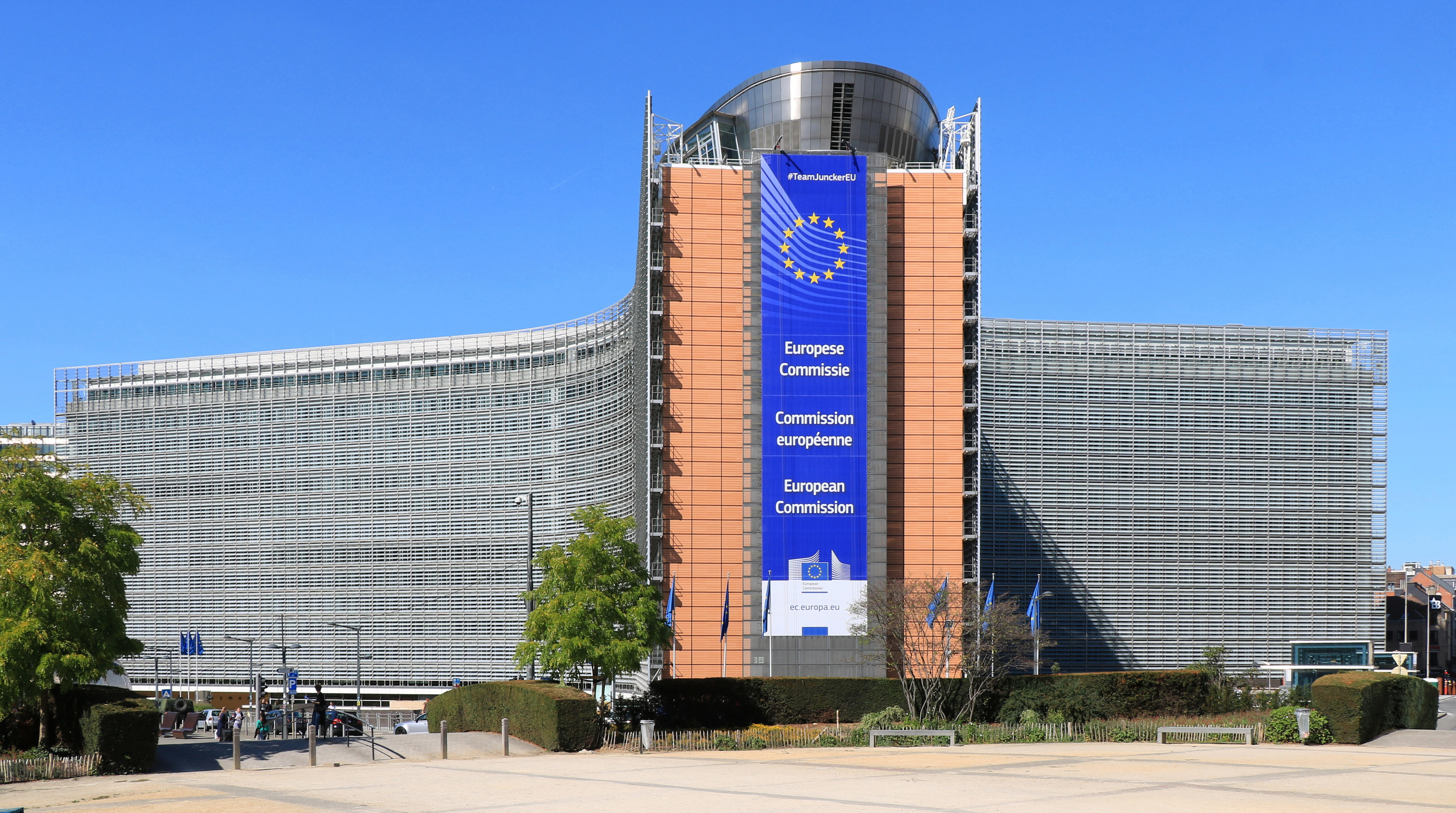
La Commissione europea, di cui Mogherini è stata vicepresidente dal 2014 al 2019.

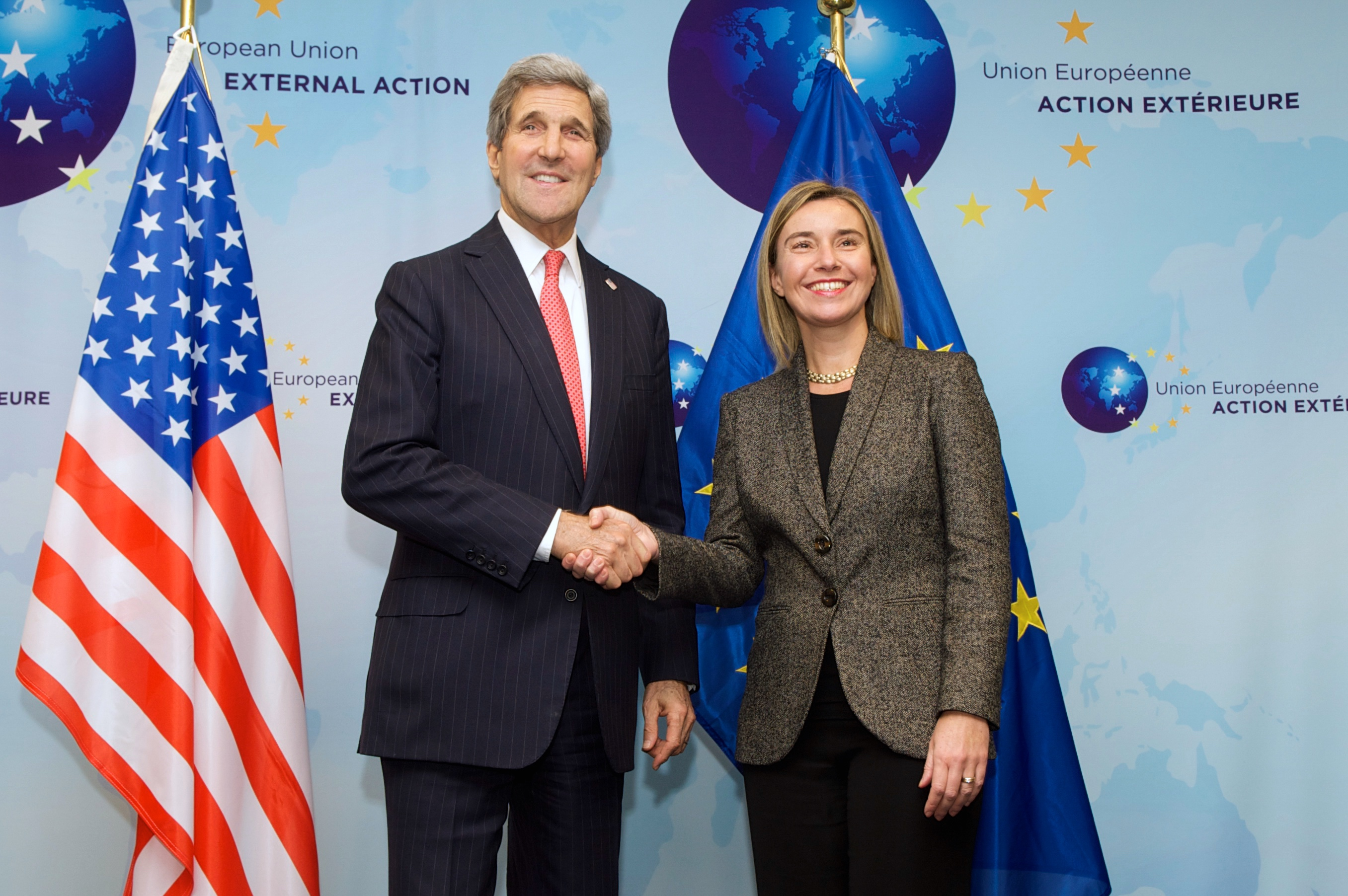
Mogherini con il Segretario di Stato statunitense John Kerry.

A luglio 2014, secondo alcune indiscrezioni giornalistiche, il Consiglio europeo, in considerazione dell'importante numero di europarlamentari italiani componenti il Gruppo dell'Alleanza Progressista dei Socialisti e dei Democratici a seguito delle elezioni europee del 2014, avrebbe cominciato a valutare la possibilità di indicare Mogherini come Alta rappresentante dell'Unione per gli affari esteri e la politica di sicurezza, nella commissione affidata a Jean-Claude Juncker e sostenuta da PSE e PPE. Il 13 luglio 2014 il Financial Times, citando fonti della diplomazia dell'Unione europea, ha tuttavia evidenziato come la sua nomina sarebbe osteggiata dagli Stati baltici e da un gruppo di stati dell'est Europa, tra cui Lettonia, Estonia, Lituania e Polonia, sostenitori delle ragioni ucraine nella crisi Ucraina-Russia successiva a Euromaidan, in quanto portatrice di posizioni filo-russe riguardo alla crisi ucraina. Anche Svezia, Irlanda, Paesi Bassi e Regno Unito hanno sollevato preoccupazioni, sostenendo che la posizione dovrebbe essere occupata da qualcuno del centro-destra e da un candidato al di fuori di Germania, Francia e Italia. Ciononostante, il successivo 2 agosto 2014, il Presidente del Consiglio dei ministri Matteo Renzi, inviando una lettera al presidente eletto della commissione Juncker, ha formalizzato la candidatura di Federica Mogherini per l'Italia alla carica di Alto rappresentante dell'Unione per gli affari esteri e la politica di sicurezza.
Il 30 agosto prima del Consiglio europeo, nella riunione dei capi di governo socialisti incassa il pieno appoggio di tutto il Partito Socialista Europeo. Nello stesso giorno il presidente Herman Van Rompuy annuncia che il Consiglio europeo ha deciso di nominare il ministro italiano come nuova Alta rappresentante dell'Unione per gli affari esteri e la politica di sicurezza. Il mandato, della durata di cinque anni, è decorso dal 1º novembre 2014. Inoltre in qualità di Vicepresidente guiderà il gruppo di lavoro, Project Team, riguardante gli affari esteri e la politica di sicurezza denominato "Europe in the World".
Come capo di gabinetto il Ministro Mogherini ha scelto Stefano Manservisi, già capo di gabinetto di Romano Prodi durante la presidenza della Commissione Europea.

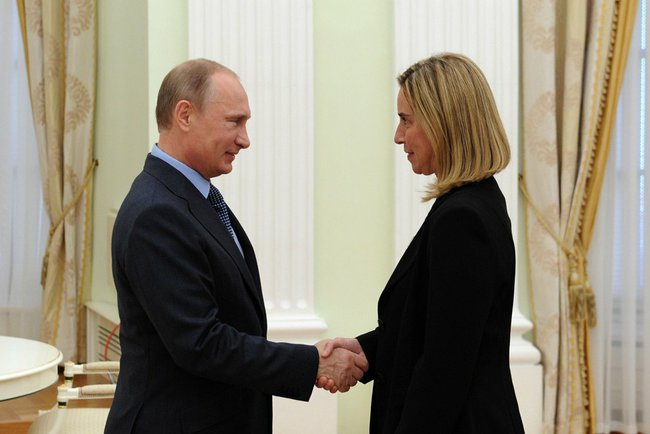
Federica Mogherini con Vladimir Putin.

Nella prima conferenza stampa di presentazione ha voluto dichiarare che si impegnerà subito perché si riapra un dialogo tra Russia e Ucraina e che si risolva definitivamente la crisi tra i due paesi innescata con i fatti accaduti in Crimea nel febbraio del 2014. Annuncia inoltre il rinnovo delle sanzioni a carico di Mosca, accusata da Bruxelles e dalla NATO di sobillare la resistenza armata dei movimenti filorussi in Ucraina; già mesi prima l'Unione Europea e gli Stati Uniti avevano approvato una serie di misure finalizzate a danneggiare l'economia russa.
Si è recata nel suo primo viaggio ufficiale in Medio Oriente e durante la visita a Gaza si è detta assolutamente favorevole alla creazione di uno stato palestinese indipendente, condannando duramente la guerra consumatasi nell'estate del 2014.

### Dopo la commissione europea
Nell'aprile 2020 ha comunicato la sua intenzione di candidarsi per l'incarico di rettrice del Collegio d'Europa. Il quotidiano francese Libération ha criticato questa decisione, perché Mogherini non avrebbe avuto le qualifiche accademiche necessarie per l'incarico. Secondo il quotidiano, ci sarebbe stato un conflitto di interessi in merito, poiché il Collegio d'Europa è finanziato al 50% dalla Commissione europea. Federica Mogherini è diventata rettrice il 1º settembre 2020, prima donna ad assumere questa carica alla testa del Collegio d'Europa.

## Incarichi parlamentari

### XVI legislatura (2008-2013)
- Segretaria della 4ª Commissione permanente Difesa (dal 22 maggio 2008 al 14 marzo 2013) (riconfermata dal 13 ottobre 2010)
- Membro della Delegazione parlamentare presso l'Assemblea parlamentare del Consiglio d'Europa (dal 24 settembre 2008 al 14 marzo 2013)

### XVII legislatura (2013-2014)
- Presidente della Delegazione parlamentare presso l'Assemblea parlamentare della NATO dal 1º agosto 2013 al 1º aprile 2014 (sostituita dal deputato Andrea Manciulli)
- Membro della Delegazione parlamentare presso l'Assemblea parlamentare della NATO dal 5 luglio 2013 al 1º aprile 2014
- Membro della 4ª Commissione permanente Difesa (dal 7 maggio 2013 al 21 febbraio 2014) (in sostituzione del viceministro degli affari esteri Lapo Pistelli)
- Membro della 14ª Commissione permanente Politiche dell'Unione europea (dal 27 giugno al 30 ottobre 2014) (sostituita dal deputato Massimiliano Manfredi)

## Premi
Nel 2017 riceve il Women of Europe Awards nella categoria Woman in Power.